# Calamus grandifolius
Calamus grandifolius är en enhjärtbladig växtart som beskrevs av Odoardo Beccari. Calamus grandifolius ingår i släktet Calamus och familjen Arecaceae. Inga underarter finns listade i Catalogue of Life.